# UFC 141
UFC 141: Lesnar vs. Overeem（ユーエフシー・ワンフォーティワン：レスナー・バーサス・オーフレイム）は、アメリカ合衆国の総合格闘技団体「UFC」の大会の一つ。2011年12月30日、ネバダ州ラスベガスのMGMグランド・ガーデン・アリーナで開催された。

## 大会概要
DREAM・Strikeforce・K-1を制覇したアリスター・オーフレイムがUFCに初参戦。元UFC世界ヘビー級王者ブロック・レスナーとのドリームマッチが実現した。

### カード変更
負傷などによるカードの変更は以下の通り。
- TJ・グラント → エフレイン・エスクデロ（第2試合）

- ラムジー・ニジェム → ダニー・カスティーリョ（第4試合）

- マット・リドル vs. ルイス・ラモス → リドルの疾病により中止

## 試合結果

### プレリミナリィカード
第1試合 フェザー級ワンマッチ 5分3R
○  ディエゴ・ヌネス vs.  マニー・ガンブリャン ×
3R終了 判定3-0（29-28、29-28、29-28）
第2試合 ライト級ワンマッチ 5分3R
○  ジェイコブ・ヴォルクマン vs.  エフレイン・エスクデロ ×
3R終了 判定3-0（29-28、29-28、29-28）
第3試合 ウェルター級ワンマッチ 5分3R
○  キム・ドンヒョン vs.  ショーン・ピアソン ×
3R終了 判定3-0（30-27、30-27、30-27）

### Spike中継カード
第4試合 ライト級ワンマッチ 5分3R
○  ダニー・カスティーリョ vs.  アンソニー・ヌジョクアニ ×
3R終了 判定2-1（29-28、28-29、29-28）
第5試合 フェザー級ワンマッチ 5分3R
○  ロス・ピアソン vs.  ジュニオール・アスンソン ×
3R終了 判定3-0（29-28、29-28、30-27）

### メインカード
第6試合 フェザー級ワンマッチ 5分3R
○  ジミー・ヘッテス vs.  ナム・ファン ×
3R終了 判定3-0（30-25、30-25、30-26）
第7試合 ライトヘビー級ワンマッチ 5分3R
○  アレクサンダー・グスタフソン vs.  ウラジミール・マティシェンコ ×
1R 2:35 TKO（左ストレート→パウンド）
第8試合 ウェルター級ワンマッチ 5分3R
○  ジョニー・ヘンドリックス vs.  ジョン・フィッチ ×
1R 0:12 KO（左フック）
第9試合 ライト級ワンマッチ 5分3R
○  ネイト・ディアス vs.  ドナルド・セラーニ ×
3R終了 判定3-0（30-27、30-27、29-28）
第10試合 ヘビー級王座挑戦者決定戦 5分5R
○  アリスター・オーフレイム vs.  ブロック・レスナー ×
1R 2:26 TKO（左ミドルキック→パウンド）
※オーフレイムが挑戦権獲得に成功。

### 各賞
ファイト・オブ・ザ・ナイト： ネイト・ディアス vs. ドナルド・セラーニ
ノックアウト・オブ・ザ・ナイト： ジョニー・ヘンドリックス
サブミッション・オブ・ザ・ナイト： 該当者なし
各選手にはボーナスとして75,000ドルが支給された。